# ایرآسیا ایکس

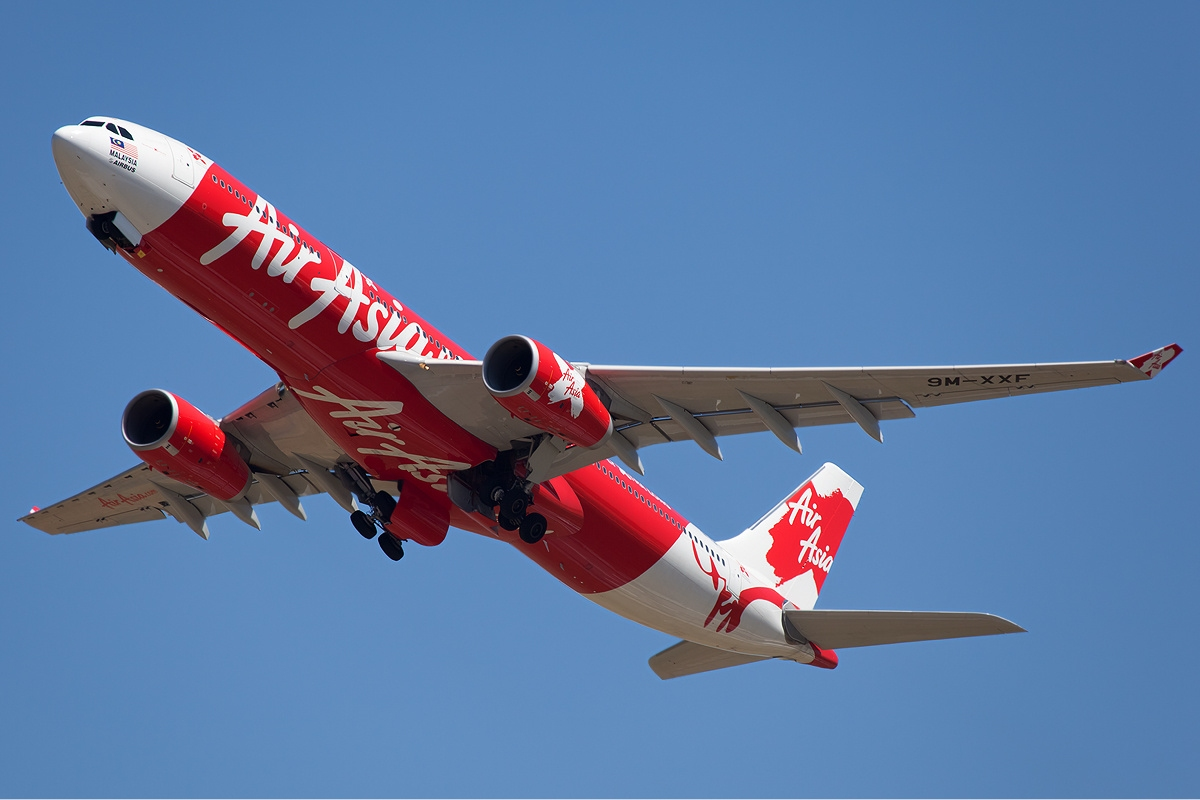
هواپیمای ایرباس ای۳۳۰ متعلق به ایرآسیا ایکس

ایرآسیا ایکس (به انگلیسی: AirAsia X) شرکت هواپیمایی ارزان‌قیمت مالزیایی است، که در سال ۲۰۰۷ توسط تونی فرناندز تأسیس شد و در حال حاضر روزانه به ۱۹ مقصد در سراسر آسیا، اروپا و اقیانوسیه پروازهای مستقیم دارد.
دفتر مرکزی شرکت ایرآسیا ایکس در شهر سلانگور، مالزی قرار دارد و فرودگاه بین‌المللی کوالالامپور، قطب این شرکت هواپیمایی به‌شمار می‌آید. این شرکت در حال حاضر در ناوگان هوایی خود، دارای ۱۸ فروند هواپیمای جت مسافربری می‌باشد. 
گروه ویرجین با ۱۶٪ درصد، ایرآسیا با در اختیار داشتن ۴۸٪ درصد از سهام ایرآسیا ایکس، بزرگترین سهام‌داران آن به‌شمار می‌آیند. بخشی از سهام این شرکت نیز در بازار بورس مالزی معامله می‌شود.